# ARP 2600

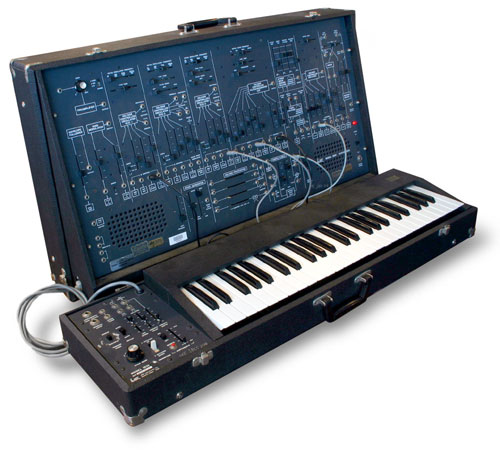
ARP 2600

ARP 2600 – semi-modularny syntezator monofoniczny firmy ARP z przełomu lat 70. Produkowany był od 1970 do 1981 roku. Był i nadal jest jednym z najpopularniejszych syntezatorów analogowych.

## Dane techniczne
- oscylatory: 3x generator sterowany napięciem (VCO) plus generator białego szumu
- filtry: 1x filtr sterowany napięciem (VCF) typu lowpass z tłumieniem 24 dB/oktawę
- generatory niskich częstotliwości: 1x generator wolnych przebiegów (LFO) z różnymi kształtami fal
- wzmacniacze: 2x wzmacniacz sterowany napięciem (VCA) z obwiedniami (ADSR) (1) i AR (2)
- inne: możliwość dołączenia klawiatury, wbudowany efekt pogłosu sprężynowego (spring reverb).

Za pomocą kabelków (patrz: system modularny) ARP 2600 można połączyć z przenośną 49-klawiszową klawiaturą, jak i z sekwencerem ARP 1601.

## Wersje kolorystyczne
Syntezator wyprodukowano w trzech wersjach kolorystycznych:
1. ARP 2600 Blue Marvin – pierwszy model z 1971 z niebieską obudową, wyprodukowano ich tylko około 25;
2. ARP 2600C Gray Meanie – drugi model z 1971 z szarą obudową, wyprodukowano ich tylko około 35;
3. ARP 2601 – trzeci model, produkowany od 1977 do 1980 z czarno-pomarańczową obudową.

## Fakty
- Syntezatora ARP 2600 użyto do stworzenia odgłosów robota R2D2 z Gwiezdnych Wojen;
- Wyprodukowano 3000 sztuk tego syntezatora.